# 波·戴姆倫
波·戴姆倫（英語：Poe Dameron）是一名《星際大戰》專營權中的虛構人物，首次登場於2015年電影《STAR WARS：原力覺醒》中，由奧斯卡·伊薩克飾演。波·戴姆倫是一名抵抗勢力的X翼戰機王牌飛行員，在對抗第一軍團的過程中意外地認識了第一軍團叛逃的風暴兵芬恩（約翰·波耶加 飾演）和賈庫星的拾荒者芮（黛西·蕾德莉 飾演），尤其與前者的關係甚好。他出現在《STAR WARS：原力覺醒》的媒體、商品及同名漫畫書系列中，並於續集《STAR WARS：最後的絕地武士》裡出現。伊薩克飾演的角色已獲得積極的評價。

## 角色

### 概念
在《STAR WARS：原力覺醒》開發初期，該角色被稱作「John Doe」，並打算設計成一名絕地武士，並讓武技族的賞金獵人與其搭檔。

### 描繪
伊薩克於電影中的角色在2014年4月29日首次宣布。他的角色在11月28日由盧卡斯影業發布的88秒《STAR WARS：原力覺醒》前導預告片中首次亮相，駕駛著X翼戰機。波·戴姆倫的名字於12月由《娛樂週刊》在盧卡斯影業設計，Topps風格的交換卡片Mockup上發布。該角色是2015年5月在《浮華世界》上的特色照片之一，其照片由安妮·萊柏維茲拍攝。他的名字源自於《STAR WARS：原力覺醒》的編劇/導演J·J·亞伯拉罕的助理摩根·戴姆倫。
《STAR WARS：原力覺醒》因其多樣的演員而獲得讚譽，包含瓜地馬拉裔美國人的伊薩克。《滾石》的彼得·特拉維斯寫道：「讓一名黑人、一名白人婦女和一名拉丁美洲人飾演主要角色是……悄然的寫下歷史。」。

### 描述
在《STAR WARS：原力覺醒》中，波是一名熟練的X翼戰機駕駛員，隸屬於抵抗勢力。他是抵抗勢力的戰鬥機駕駛員及突擊隊的兒子，並為抵抗勢力的指揮官，也是「莉亞·歐嘉納將軍最值得信賴的部下之一」，波頑固且「能駕駛著任何東西飛」。

## 人物

### 原力覺醒（2015年）

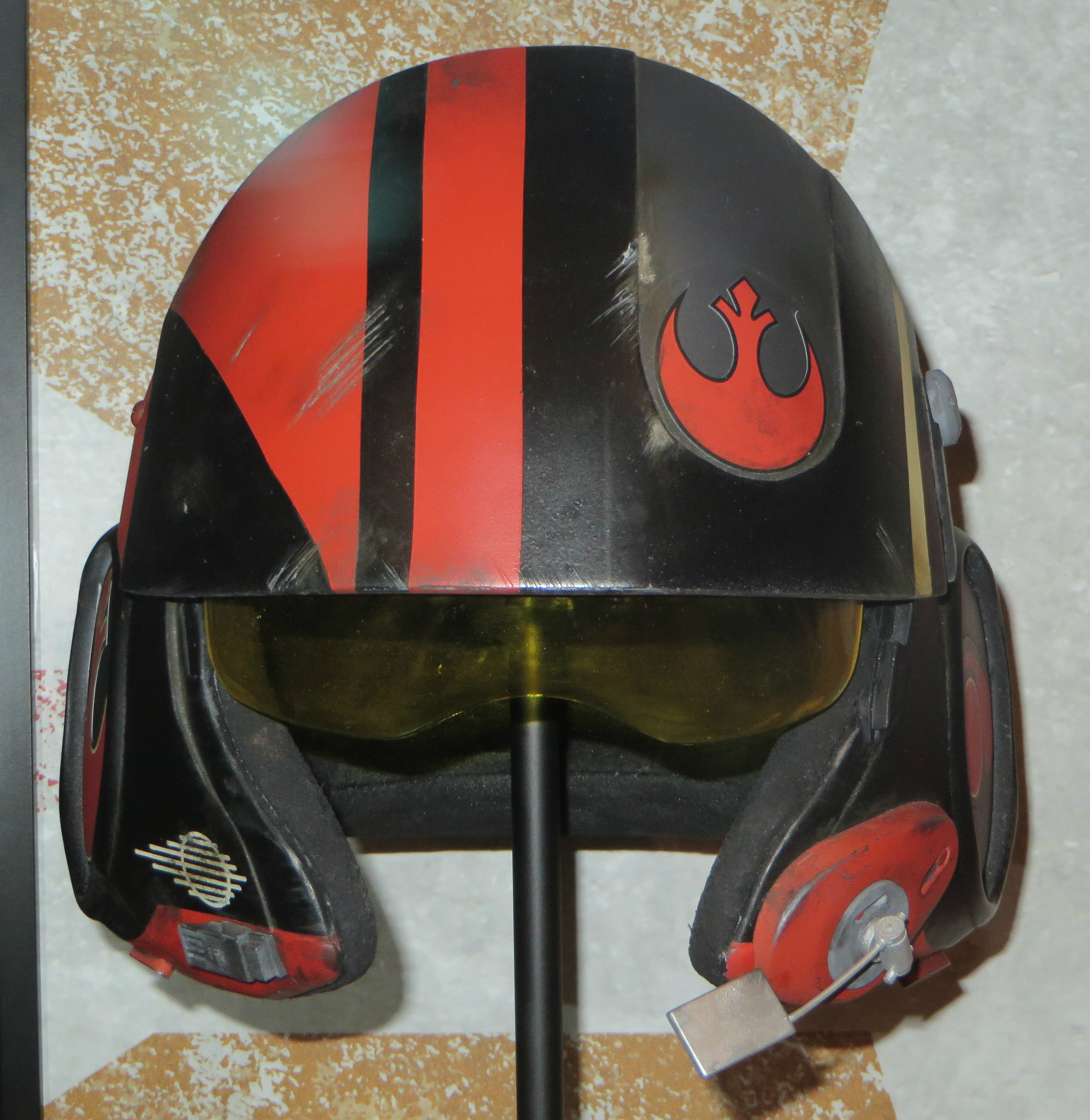
波的頭盔陳列於位在迪士尼好萊塢夢工場的星際大戰遠征基地（2015年）。

波是名效忠於莉亞·歐嘉納將軍的王牌X翼戰機駕駛員，而BB-8則是他的技工機器人。波在接獲莉亞的任務後，前往賈庫星檢索路克·天行者所在地一部分的地圖。但由凱羅·忍率領的第一軍團卻迎來襲擊，所幸波提前將地圖交給了BB-8，而自己則遭凱羅·忍帶走折磨。波後來遇見了想叛逃軍團的風暴兵芬恩，兩人便合作利用鈦戰機逃離基地。他們被攻擊而墜毀於賈庫星後，戰機沉入沙中，使得芬恩誤以為波喪命。芬恩無奈地拿著波的外套離去。後來，波再次駕駛著X翼戰機在瑪茲·卡娜塔的城堡上空和其他抵抗勢力的成員對付第一軍團。在擬定計畫後，他帶領他的中隊攻擊軍團的弒星者基地，最後成功地摧毀了星球毀滅武器。

### 最後的絕地武士（2017年）
2015年3月20日，伊薩克表示他將出現在《STAR WARS：最後的絕地武士》中，即《STAR WARS：原力覺醒》的續集。製片人凱斯琳·甘迺迪於2015年12月確認，伊薩克將在下一部星際大戰電影裡回歸飾演波的角色。

## 反響
《芝加哥論壇報》的麥克·菲利浦斯寫道：「奧斯卡·伊薩克是波·戴姆倫的主要資產……如同福特在原先三部曲中飾演的韓·索羅，你會希望這傢伙加入你的團隊，一個不會有任何廢話的人。」。《每日電訊報》的羅比·柯林稱波為「一名瀟灑，具枯燥幽默感的劍客——簡而言之，他就像40年前的韓·索羅。」

## 外部連結
- Poe Dameron （页面存档备份，存于） in the Official StarWars.com Encyclopedia
- Wookieepedia上的相关条目：Poe Dameron